# 南国 (La'cryma Christiの曲)
「南国」（なんごく）は、日本のヴィジュアル系ロックバンド、La'cryma Christiの3枚目のシングル。1997年10月29日に発売された。

## 解説
プロモーションビデオはパラオで撮影された。歌詞はSHUSEとTAKAの合作。このシングルで、『ミュージックステーション』に初出演。C/Wの「morning whisper」は、アメリカのとある老夫婦の実話が基になっている。オリコンチャート初登場25位。

## 収録曲
1. 南国
作詞 - TAKA, SHUSE / 作曲 - SHUSE
2. morning whisper
作詞 - TAKA / 作曲 - HIRO，SHUSE

## タイアップ
- フジテレビ「Shimura-XYZ」1997年10月エンディングテーマ。
- ANB系「所さんのこれアリなんじゃないの!?」エンディングテーマ。[1]

## 収録作品
- Sculpture of Time（#1）
- Single Collection（#1,2）
- GREATEST-HITS（#1）
- Sound & Vision THE SINGLES + Selection from Live “DECADE”（#1）
- La'cryma Christi Singles + Clips（#1,2）